# Белафонте, Малена
Мале́на Белафо́нте (Malena Belafonte), в девичестве — Ма́тисен (Mathiesen; 2 октября 1967, Дания) — датская фотомодель.

## Биография
Малена Матисен родилась 2 октября 1967 года в Дании, но в настоящее время она проживает в Нью-Йорке (штат Нью-Йорк, США) в семье музыкантов Акселя и Имград Матисен.
Малена начала карьеру фотомодели в конце 1980-х годов и работала с такими изданиями как «Wilhelmina Models», «Elle», «Bazaar», «Shape» и другими.
С 2000 года Малена замужем за музыкальным продюсером Дэвидом Белафонте (род.1957). У супругов есть двое детей — дочь Сарафина Белафонте (род.2003) и сын Амадеус Белафонте (род. в сентябре 2007).